# Мотике (Бања Лука)
Мотике су насељено мјесто и мјесна заједница на подручју града Бање Луке, Република Српска, БиХ. Од 2011. године дио насељеног мјеста Мотике припада мјесној заједници Сарачица.

## Историја

### Други свјетски рат
У селу Горње и Доње Мотике које је имало око 80 домова, са 1.400 душа све је поубијано и поклано.

## Здравство
У насељу се налази амбуланта породичне медицине која је отворена 21. маја 2012. Изградњу амбуланте су финансирали Град Бања Лука и Министарство здравља и социјалне заштите Републике Српске.

## Становништво
|             | 1991.          | 1981.          | 1971.          | 1961.          |
| Укупно      | 2 009 (100,0%) | 1 830 (100,0%) | 1 500 (100,0%) | 1 599 (100,0%) |
| Хрвати      | 944 (46,99%)   | 1 047 (57,21%) | 951 (63,40%)   | 1 158 (72,42%) |
| Срби        | 941 (46,84%)   | 675 (36,89%)   | 525 (35,00%)   | 441 (27,58%)   |
| Југословени | 80 (3,982%)    | 44 (2,404%)    | 17 (1,133%)    | –              |
| Остали      | 34 (1,692%)    | 59 (3,224%)    | 7 (0,467%)     | –              |
| Бошњаци     | 10 (0,498%)1   | 1 (0,055%)1    | –              | –              |
| Албанци     | –              | 2 (0,109%)     | –              | –              |
| Црногорци   | –              | 1 (0,055%)     | –              | –              |
| Македонци   | –              | 1 (0,055%)     | –              | –              |

1. 1 На пописима од 1971. до 1991. Бошњаци су пописивани углавном као Муслимани.

| Демографија | Демографија | Демографија |
| Година      | Становника  | Становника  |
| ----------- | ----------- | ----------- |
| 1921.       | 1.013       |             |
| 1961.       | 1.599       |             |
| 1971.       | 1.500       |             |
| 1981.       | 1.830       |             |
| 1991.       | 2.009       |             |
| 2013.       | 2.475       |             |